# Euglenaceae
Euglenidae
Famille
Synonymes
- Euglenidae Stein, 1878

Les Euglenaceae, Euglenidae (euglénacées ou eugléniens en français), sont une famille de flagellés de l'ordre des Euglenida et de la classe des Euglenophyceae. 

## Étymologie
Le nom vient du genre type Euglena, composé du préfixe latin eu- « vrai, bon », et du grec γληνη / glene, «  prunelle de l'œil, pupille », le mot grec ευγληνος / evglinos signifiant «  aux belles prunelles ; aux beaux yeux », probablement en référence à la ressemblance de cet organisme avec un œil.

## Liste de genres
- Amblyophis (nl)
- Ascoglena
- Bommeria (en)
- Calkinsia (en)
- Cryptoglena (en)
- Cyanospira
- Dylakosoma
- Euglena, syn. Enchelys, Raphanella
- Euglenaformis
- Euglenaria (pl)
- Euglenomonas
- Euglenopsis
- Menoidium
- Monomorphina (de)
- Parmidium
- Peranemopsis
- Protoeuglena
- Strombomonas (nl)
- Trachelomonas (en), syn. Lagenella, Lagenula